# Muzeum Paleobotaniczne Instytutu Botaniki PAN w Krakowie
Muzeum Paleobotaniczne Instytutu Botaniki PAN w Krakowie – muzeum zlokalizowane w Krakowie przy ul. Lubicz 46.  